# Diepenveen-meteoriet

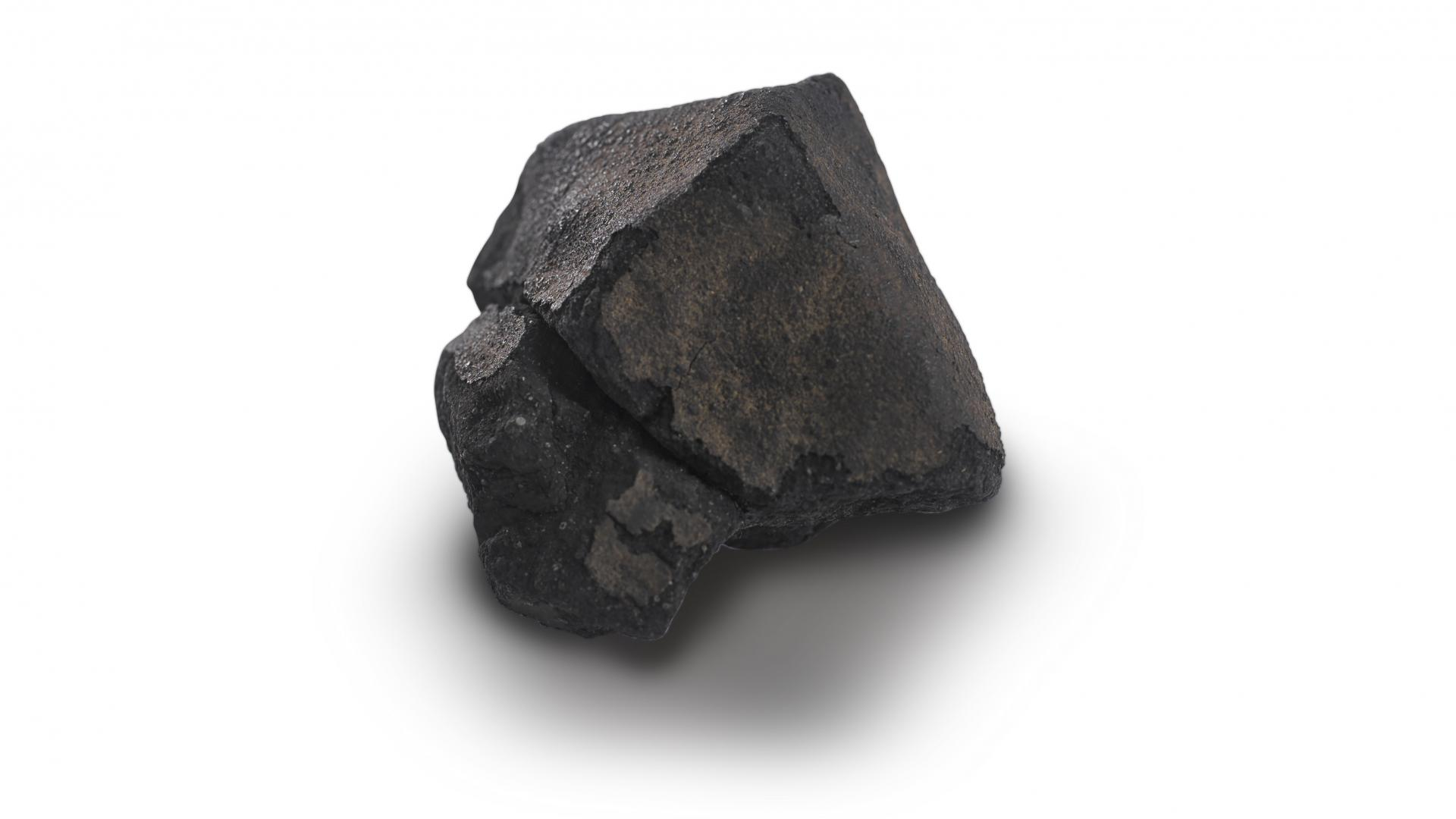
De Diepenveen-meteoriet

De Diepenveen-meteoriet is een meteoriet die op 27 oktober 1873 neerkwam nabij het Overijsselse Diepenveen.

## De inslag
De meteoor sloeg rond drie uur in de namiddag in. Landwerker Albert Bos en zijn vrouw zagen een oogverblindend licht gevolgd door een oorverdovend gesis en een knal. In een 40 centimeter diepe kuil op het land vonden ze de meteoriet die nog warm was. Ze namen de steen mee naar huis en lieten hem 's anderendaags onderzoeken door de plaatselijke onderwijzer. De meteoriet werd gedurende een eeuw bewaard op de school in een houten kistje en kwam in 2012 terecht bij amateurastronoom Henk Nieuwenhuis. De Diepenveen-meteoriet maakt nu deel uit van de collectie van Naturalis in Leiden.

## De meteoriet
De meteoriet is een 68 gram zware koolstofchondriet, van het zeldzame CM-type. Dit type meteoriet stamt uit de begintijd van het zonnestelsel (4,6 miljard jaar geleden) en kan complexe moleculen bevatten. Onderzoek leerde dat de Diepenveen-meteoriet organische moleculen bevat. 